# Pṛthagjana
Con il sostantivo maschile sanscrito pṛthagjana (devanāgarī: पृथग्जन; in pāli: puthujjana; in cinese: 凡夫, fánfū; in giapponese: bonpu; in coreano: 범부, pŏmbu; in vietnamita: phàm phu; in tibetano: སོ་སོ་སྐྱེ་བོ་, so so skye bo, ) si indica in quella lingua un uomo di casta "più bassa", anche uno "sciocco".
In ambito buddhista esso acquisisce la peculiare nozione di "uomo comune", "uomo mondano", quindi colui che non è ārya, che non è ancora spiritualmente "nobile", ovvero che non ha ancora intrapreso il nobile sentiero, lo āryamārga, per liberarsi dallo saṃyojana,  ovvero dalle dieci catene che lo legano al saṃsāra.